# Nullwert
Als Nullwert (kurz NULL, NIL oder ()) bezeichnet man in der Informatik einen Zustand, der das Fehlen eines Wertes anzeigen soll. Nach Edgar F. Codd unterscheidet man zwei Arten von NULL: einerseits die Nicht-Existenz einer Eigenschaft („property inapplicable“, z. B. Geschmack einer Strecke), und andererseits das Fehlen des Wertes einer existierenden Eigenschaft („value at present unknown“, z. B. Länge einer noch nicht gemessenen Strecke). Ein Nullwert steht zwar für die Abwesenheit eines Wertes, ist aber selbst ein Wert, der gespeichert, gelesen und verglichen werden kann.
Der Nullwert ist verschieden von der Zahl 0, da diese eine gegebene Quantität repräsentiert.
Sprachlich wird gelegentlich der Nullwert von der algebraischen Zahl 0 durch die Aussprache unterschieden, indem (wie im Englischen) ['nʌl] gesprochen wird, um Missverständnisse zu vermeiden.

## Beispiel 1
Folgendes Beispiel verdeutlicht die Bedeutung von NULL in Datenbanken und Programmen: In einer Datentabelle sollen Ärzte je eine Diagnose pro Patient eintragen, nachdem sie diesen untersucht haben. Was bedeutet es nun, wenn in dieser Tabelle zu einem Patienten keine Diagnose eingetragen ist? Ist er gesund oder einfach noch nicht untersucht?
In Papierlisten ist es deshalb üblich, leere Felder durchzustreichen, um zu verdeutlichen, dass das Feld bewusst bearbeitet wurde und es tatsächlich leer sein soll. In Datenbanken haben Felder, die noch nicht bearbeitet wurden (oder die aus anderen Gründen keinen Wert enthalten), den Wert NULL. Sobald man gezielt einen Wert einträgt, verschwindet NULL, und der eingetragene Wert – der auch leer (keine Diagnose, also gesund) sein kann – wird gespeichert.

## Beispiel 2
Man denke sich, in einer Datenbank oder einer langen Liste sollen die Telefonnummern von Studenten gespeichert werden. Man definiert also, dass eine Spalte der Tabelle nur Zahlen enthalten darf. Trifft man nun auf einen Studenten, der kein Telefon besitzt, so würde man anstelle der Telefonnummer in sein Telefonnummernfeld wahrscheinlich einen Strich, das Zeichen „n/a“ oder ein Fragezeichen setzen. All diese Zeichen sollen bedeuten: Wert nicht bekannt oder nicht vorhanden. Genau das erledigt bei elektronischer Speicherung der Nullwert.

## Darstellung im Computer
Möchte man in einer Computerliste so einen „Strich“ setzen, braucht dieser „Strich“ eine digitale Darstellungsform. Es gibt hier zwei Herangehensweisen:

### Gleichsetzung vereinbarter gültiger Werte mit Undefiniertheit
Hierbei erwählt man einen formal gültigen Wert des Feldes willkürlich als Nullwert. Welcher der Nullwert ist, wird entweder aus dem Kontext ersichtlich oder muss explizit dokumentiert werden.
Sind in einer Tabelle Zitate von Aposteln angegeben, so könnte man in die letzte Spalte Zahlenwerte von 1 bis 12 schreiben, die angeben, welcher der Apostel Jesu hier zitiert wird. Ist es unbekannt, könnte man nun den Wert 13 oder −1 eintragen und damit meinen, dass nicht bekannt ist, welcher es war oder ob es überhaupt ein Jünger Jesu war, oder dass mit Sicherheit kein Jünger Jesu zitiert wird.
Der Vorteil dieser Methode ist, dass man dabei grundsätzlich Speicherplatz spart. Der Nachteil ist, dass ein ursprünglich als Nullwert definierter Wert in Konflikt mit einem tatsächlichen Wert kommen kann. Denke man bei obiger Liste an einen Nullwert 13, so könnte es durchaus passieren, dass eines Tages der Apostel Paulus zitiert und ihm die Zahl 13 zugewiesen wird, die dann vielleicht ungewollt und unbemerkt mit einem Zitat Goethes im Konflikt stünde.
Dieses Problem ist in der Vergangenheit wiederholt aufgetreten, unter anderem als Jahr-2000-Problem.

### Nullwert als grundverschiedener Wert
Um obiges Problem zu vermeiden, kann man den Nullwert unmissverständlich von den gültigen Werten trennen, indem man ein besonderes Zeichen einführt, das in allen Kontexten immer nur ein Nullwert ist.
Eine technische Umsetzung bietet sich bei Programmiersprachen an, die Variablen vom Typ Zeiger kennen, also als Verweis auf den eigentlichen Wert. Nun kann man eine bestimmte Stelle im Arbeitsspeicher bestimmen, die als Nullwert – und nur als Nullwert – verstanden wird. Unter den vielen Möglichkeiten einer Verabredung bietet sich die Verabredung auf Null deshalb in besonderer Weise an, weil eine Dereferenzierung eines auf die Adresse 0 zeigenden Zeigers auf den meisten Betriebssystem-Maschinen-Kombinationen zum Crash führt. Enthält die obige Tabellenspalte normalerweise nur Zeiger auf Telefonnummern, dann liegt es nahe, dem Nullzeiger die Bedeutung zu geben, dass sich an dieser Stelle die leere Telefonnummer befindet.
In der Programmiersprache C existiert für diesen Zweck der sogenannte Nullzeiger (engl. null pointer). Im Programmtext kann eine Nullzeiger-Konstante (null pointer constant) durch eine (beliebige) integer constant expression (ein konstanter ganzzahliger Ausdruck, der gewissen Bedingungen genügen muss) mit Wert 0‚ optional mit einem Cast nach void* versehen, ausgedrückt werden (ISO/IEC 9899:1999 6.3.2.3 Abs. 3). Die C-Standard-Bibliothek stellt ein Makro NULL zur Verfügung, welches zu einem solchen Ausdruck expandiert.
In C++ kann eine Nullzeiger-Konstante keinen Cast nach void* enthalten (ISO/IEC 14882:1998 4.10 Abs. 1); dies gilt in C++ infolgedessen auch für das Standard-Makro NULL, welches daher in C++ meist nur zum Integer-Wert 0 expandiert. Da dies zu anderen Problemen führt – so ist diese Konstante vom Typ int und kein Zeigertyp –, wurde in C++11 ein neues Schlüsselwort für die Nullzeigerkonstante eingeführt: nullptr. Diese Konstante ist von einem eigenen Datentyp (std::nullptr_t), der in einen beliebigen Zeigertyp (Daten-, Funktionszeiger), nicht jedoch in einen Ganzzahlausdruck konvertiert werden kann.
In C# ist null der Standardwert für Referenz-Typen wie Object, String oder List. Es ist daher bei der Verwendung dieser Typen von Wichtigkeit, diese vor der Verwendung zu initialisieren, beziehungsweise vor der Verwendung zu prüfen, ob die Variable derzeit den Wert null besitzt. Simple Typen wie int können hingegen nicht mit null belegt werden und müssen daher mit einem echten Wert wie 0 belegt werden. Seit C# 2.0 gibt es jedoch auch die Möglichkeit der Verwendung von sogenannten Nullable-Typen, die es erlauben, auch simple Typen wie int oder bool mit null zu belegen.
Andere Programmiersprachen, etwa Java, stellen ein dediziertes Schlüsselwort für den Nullwert zur Verfügung. In manchen dynamisch getypten Sprachen wie Smalltalk gibt es ein spezielles vordefiniertes Null-Objekt, das die Funktion eines kanonischen Nullwertes übernimmt.

## NULL in SQL-Datenbanken

### Einordnung und Behandlung entsprechend der Datenbanklogik
Relationale Datenbanksysteme setzen eine dreiwertige Logik ein, die in der Abfrage- und Aktualisierungssprache SQL realisiert wird: Dort gilt Unknown als dritter Wahrheitswert neben False und True. Die üblichen logischen Verknüpfungen Und (Konjunktion) und Oder (Disjunktion) werden angepasst, indem man False = 0, True = 1 und Unknown = ½ setzt. Dann gilt zwischen zwei Wahrheitswerten a, b: {\displaystyle a\operatorname {UND} b=\min(a,b)} sowie {\displaystyle a\operatorname {ODER} b=\max(a,b)}.
In SQL ist NULL kein Wert, da die grundlegende Eigenschaft von Werten – nämlich sie mit anderen Werten des gleichen Datentyps vergleichen zu können – nicht das gewünschte Ergebnis liefert. Beispielsweise ergibt das Prädikat Spalte = NULL immer unknown, auch wenn ein Wert in der Spalte NULL ist. Stattdessen müssen die Prädikate IS NULL und IS NOT NULL verwendet werden, um einen Wert auf NULL zu testen.
Einerseits spricht man von der sogenannten Don’t-know-Unbestimmtheit und meint damit die bereits beschriebene Unkenntnis des Wertes; andererseits gibt es die sogenannte Don’t-Care-Unbestimmtheit, die in Datenbanken auftritt, wenn ein Datensatz einen bestimmten Wert ganz einfach nicht benötigt. Ein leicht einsehbares Beispiel ist der Fall einer Dokumentendatenbank, in der eine Tabelle mit verschiedenen multimedialen Dokumenten verwaltet wird – zum Beispiel Bücher und CDs. Die Tabelle kann neben allgemeinen Angaben wie Name, Thema, Regalstandort auch medienspezifische Spalten wie ISBN oder Interpreten haben. In diesem Fall hätten alle Einträge über CDs in der Spalte ISBN NULL als Wert, da in der Regel nur Bücher eine ISBN haben. Dementsprechend hätten die meisten Bücher (Ausnahme: Hörbücher) in der Spalte Interpret eine NULL stehen, da Bücher eher von Autoren als von Interpreten erstellt werden.
Die gängige Lehrmeinung besagt jedoch, dass das Auftreten von Don’t-care-Unbestimmtheiten auf Fehler im Entwurf der Datenbank hinweist. Kurzum sollte die Datenbank von vornherein so geplant sein und implementiert werden, dass Don’t-care-NULLen nie auftreten.
Christopher J. Date und Hugh Darwen weisen im The Third Manifesto auf die Problematik von NULL in relationalen Datenbanksystemen hin und kritisieren, dass der NULL-Wert in selbigen nicht eindeutig ist, da er entweder auf Unbekanntheit oder Nichtexistenz hinweisen kann. Sie erläutern im Third Manifesto, wie man eine relationale Datenbank ohne die Verwendung von NULL strukturieren kann, indem man Werte, die NULL enthalten können, in eigene Beziehungstabellen normalisiert.

### Not Null
Das aus der Datenbanksprache SQL entlehnte Sprachkonstrukt not null (engl. für auf jeden Fall ein Wert) beschreibt die Anforderung, dass NULL in einem ausgezeichneten Zusammenhang unzulässig ist. In SQL ist NOT NULL ein sehr gebräuchlicher Constraint, also eine Integritätsbedingung, deren Einhaltung von der Software grundsätzlich erzwungen wird.
So wird in der Beschreibung von Bedienoberflächen durch den Hinweis not null darauf hingewiesen, dass ein Datenfeld in der Ausgabe grundsätzlich befüllt und/oder beim Erfassen grundsätzlich nicht leer gelassen werden darf. Im Regelfall wird die Bedeutung von nicht leer in letzterem Fall etwas großzügiger ausgelegt, dass in jedem Fall ein zulässiger Wert eingetragen werden muss, was beispielsweise Leerzeichen-Folgen ausschließen kann.

## Verschiedene Repräsentationen des Nullwertes

### NIL
Einige Programmiersprachen (beispielsweise Pascal, Lisp, Smalltalk, Ruby, Objective-C, Lua, Scala, Go) verwenden die Bezeichnung nil, anstatt Null oder null. Nil ist eine Kontraktion aus dem lateinischen nihil, was nichts bedeutet. In der englischen Sprache ist es ein Synonym für null. Vielfach wird im deutschsprachigen Raum angenommen, nil stehe für englisch not in list, also nicht in der Liste. Dies habe historische Gründe, es entstamme der Programmiersprache Lisp, die als einzige Datenstruktur den in Blattrichtung verketteten Binärbaum kennt, der aber gewöhnlich nur zur Darstellung einfach verketteter Listen genutzt wird. Als Nullwert wurde nil zwar zuerst nur in Lisp genutzt mit Bedeutung einer leeren Liste, jedoch ist dies nicht auf not in list zurückzuführen.

### None
Weiterhin ist teilweise die Bezeichnung None für einen Nullwert gebräuchlich, wie z. B. in der Programmiersprache Python.

### Nothing
Nothing stellt in der Programmiersprache Visual Basic eine nicht initialisierte oder auf Nothing gesetze Variable für die Instanz einer Klasse dar.
Prüfung auf Null oder Nothing erfolgen mit:
If IsNull(var_Myvar) Then ...
If obj_MyClass Is Nothing Then ...

### null / NULL / nullptr
In Java werden Objekte nur über Referenzen angesprochen. Eine Objektreferenz, die kein Objekt referenziert, bekommt den Wert null zugewiesen. Dies entspricht in etwa der Verwendung des Nullzeigers in C und C++, welcher durch das Makro NULL oder – seit C++11 – durch das Schlüsselwort nullptr repräsentiert wird.

### NaN
Nach der Norm IEEE 754 wird für Gleitkommazahlen mit undefinierten oder nicht darstellbaren Werten die Bezeichnung NaN (engl. not a number) verwendet. NaN sind reservierte Bitmuster, die verschieden sind von jedem erlaubten Wert. NaN ist beispielsweise Ergebnis der Division „0 durch 0“.

### Sentinel oder Wächterwert
Ein Sentinel kann (wie ein NULL-Zeiger) als „echter Wert“ nicht vorkommen. In Suchschleifen wird er mit dem Suchargument beschickt, so dass die Programmlogik in jedem Fall auf ein Ergebnis »gefunden« läuft. Eine Abfrage auf das Ende der Liste ist damit gleichzeitig getätigt. Nach der Schleife wird untersucht, auf welche Weise sie beendet wurde; und wenn dies über den Sentinel geschah, wird das Gesamtergebnis auf »nicht gefunden« abgeändert.

## Abgrenzung
Ein Nullwert kann nicht mit der Zahl Null identifiziert werden, da ein Nullwert nicht als Zahl zu verstehen ist. Ein Nullwert ist ebenso von der leeren Menge zu unterscheiden, da er nicht als Menge zu verstehen ist.

### Nullzeichen
Viele Zeichensätze haben an der Code-Position 0 ein Steuerzeichen. Es wird normalerweise mit NUL abgekürzt.

### Nullgerät
Viele Betriebssysteme definieren ein virtuelles Ausgabegerät, das die aufgenommenen Daten einfach verwirft. Unter Windows ist dies etwa NUL, unter Unix /dev/null, unter AmigaOS NIL:. So kann beispielsweise eine unerwünschte Ausgabe eines Befehls unterdrückt werden.